# Матеєшть (Бакеу)
Матеєшть, Матеєшті (рум. Mateiești) — село у повіті Бакеу в Румунії. Входить до складу комуни Сендулень.
Село розташоване на відстані 226 км на північ від Бухареста, 22 км на південний захід від Бакеу, 105 км на південний захід від Ясс, 120 км на північний схід від Брашова.

## Населення
За даними перепису населення 2002 року у селі проживали 75 осіб, усі — румуни. Усі жителі села рідною мовою назвали румунську.